# Tranøy
Tranøy is een voormalige gemeente in de Noorse provincie Troms. De gemeente telde 1540 inwoners in januari 2017. Tranøy lag op het eiland Senja en besloeg ongeveer het zuidelijke kwart van het eiland. Het Nationaal park Ånderdalen lag grotendeels in Tranøy. Het gemeentebestuur was gevestigd in het dorp Vangsvik.
Op 1 januari 2020 fuseerden de vier gemeenten op het eiland: Berg, Lenvik, Torsken en Tranøy tot de gemeente Senja
Balsfjord · Bardu · Dyrøy · Gratangen · Harstad · Ibestad · Kåfjord · Karlsøy · Kvæfjord · Kvænangen · Lavangen · Lyngen · Målselv · Nordreisa · Salangen · Senja · Skjervøy · Sørreisa · Storfjord · Tjeldsund · Tromsø

Voormalige gemeentes: Berg · Lenvik · Skånland · Torsken · Tranøy